# Hessische Hochschule für öffentliches Management und Sicherheit
Die Hessische Hochschule für öffentliches Management und Sicherheit (HöMS) ist eine Fachhochschule für öffentliche Verwaltung und zugleich Polizeiakademie sowie Fortbildungseinrichtung für Angehörige der Landesverwaltung Hessens. Sie besteht aus den Fachbereichen Polizei sowie Verwaltung und unterhält Standorte („Campus“) in Wiesbaden (Hauptsitz), Kassel, Gießen sowie Mühlheim am Main. Die HöMS entstand Anfang 2022 durch die Zusammenführung der bisherigen Hessischen Hochschule für Polizei und Verwaltung (HfPV) mit der Polizeiakademie Hessen und der Zentralen Fortbildung Hessen (ZFH). Die HfPV wiederum hieß bis Ende 2010 Verwaltungsfachhochschule in Wiesbaden (VFH).
Sie ist eine rechtsfähige Körperschaft des öffentlichen Rechts und zugleich eine „besondere Hochschule für angewandte Wissenschaften“ nach dem Hessischen Hochschulgesetz (§ 2 Abs. 1 Nr. 5 HessHG) sowie eine Polizeibehörde im Sinne von § 91 des Hessischen Sicherheits- und Ordnungsgesetzes (HSOG). Anders als andere hessische Hochschulen ist sie unmittelbar dem Hessischen Ministerium des Innern und für Sport nachgeordnet. Die Körperschaften, Stiftungen oder Anstalten des öffentlichen Rechts melden ihre Anwärter für den gehobenen Dienst nach einer Vorauswahl (Eignungsprüfung) zum Studium an.

## Spezifische Aufgabe
„Die HfPV vermittelt den Studierenden aus dem Bereich der Polizei, der inneren allgemeinen Verwaltung und der Rentenversicherung durch anwendungsbezogene Lehre die wissenschaftlichen Kenntnisse und Methoden sowie die berufspraktischen Fähigkeiten und Kenntnisse, die zur Erfüllung der Aufgaben in ihrer Laufbahn erforderlich sind. Sie hat die Aufgabe, die Studierenden zu verantwortlichem Handeln in einem freiheitlichen, demokratischen und sozialen Rechtsstaat und zu wissenschaftlicher Arbeitsweise zu befähigen.“

## Regionale Abteilungen
Die HöMS hat ihren Sitz in der hessischen Landeshauptstadt Wiesbaden. Weitere Abteilungen bestehen in Gießen, Kassel und in Mühlheim am Main. Die Abteilungen Darmstadt und Frankfurt am Main wurden zum 1. Juni 2005 durch die hessische Landesregierung geschlossen und auf Mühlheim und Wiesbaden verteilt. An den Standorten Wiesbaden und Kassel wurden die bis dahin getrennt untergebrachten Fachbereiche Verwaltung und Polizei zusammengeführt.

## Finanzierung und Studiengebühren
Das Land Hessen trägt die Kosten der HfPV, soweit sie nicht durch Gebühren gedeckt werden. Zur Deckung der Kosten für die Ausbildung von Bediensteten anderer Dienstherren (Ausbildungsbehörden) wurden Gebühren auf der Grundlage der Verordnung über die Gebühren der Verwaltungsfachhochschulen vom 1. Oktober 1980 erhoben. Der Hessische Rechnungshof beurteilte die Gebührenermittlung und -abrechnung bereits im Jahr 1990 als umfangreich, zeitraubend und fehlerbehaftet. Infolge schwankender Gebührenhöhen und gestiegener Ausbildungskosten bei niedriger Auslastung neigten insbesondere kleinere Ausbildungsbehörden dazu, eigene Anwärter für den gehobenen Dienst nicht mehr an der HfPV ausbilden zu lassen. Eine Ausbildung an der HfPV kostete in der Spitze mehr als 20.000 €.
Seit dem Jahr 2007 wird daher für die Ausbildung an der HfPV von anderen Dienstherren nur noch eine Pauschalgebühr in Höhe von 3.000 € pro Teilnehmer für die dreijährige Studiendauer erhoben. Für den Besuch weiterbildender Studien (Masterstudiengänge) und von Fortbildungsveranstaltungen werden für die Teilnahme kostendeckende Gebühren erhoben.

## Studium, Anmeldung und Studierendenzahl
An der Hochschule bestehen in den Fachbereichen Polizei und Verwaltung jeweils zwei grundständige Bachelor-Studiengänge (seit dem Wintersemester 2010/2011) sowie jeweils ein weiterführender Master-Studiengang. Zudem werden an der HfPV verschiedene Fortbildungsmaßnahmen durchgeführt (z. B. Kommunaler Finanzbuchhalter, Kommunaler Controlling, Kommunaler Revisor).
Eine direkte Anmeldung zum Studium ist an der HfPV für die grundständigen Bachelor-Studiengänge nicht möglich. Zunächst ist eine Bewerbung bei einer Ausbildungsbehörde erforderlich, die im Falle einer Einstellung die Anmeldung vornimmt. Im Fachbereich Polizei ist die Bewerbung an das Eignungsauswahlzentrum des zentralen polizeipsychologischen Diensts der hessischen Polizei bei der Polizeiakademie Hessen zu richten.
Die Anzahl der von Kommunalverwaltungen, Landeswohlfahrtsverband Hessen, Deutsche Rentenversicherung Hessen, Kirchenverwaltung, Polizeimandanten und Mandanten der Allgemeinen Verwaltung des Landes Hessen sowie sonstigen öffentlichen Verwaltungen entsandten Studierenden hat in den vergangenen Jahren nach einer Änderung der Gebührenstruktur zugenommen. Für die kommenden Jahre wird mit sinkenden Studierendenzahlen gerechnet (ab 2012 = Planwerte):
| Jahr | Bachelor/Diplom | Master | Gesamt |
| ---- | --------------- | ------ | ------ |
| 2007 | 1.543           | 92     | 1.635  |
| 2008 | 1.650           | 114    | 1.764  |
| 2009 | 2.009           | 111    | 2.120  |
| 2010 | 2.215           | 102    | 2.317  |
| 2011 | 2.250           | 84     | 2.334  |
| 2012 | 2.096           | 80     | 2.176  |
| 2013 | 1.992           | 70     | 2.062  |
| 2014 | 1.885           | 70     | 1.955  |

Der Anteil der Studierenden im Fachbereich Polizei betrug in den Jahren 2002 bis 2011 zwischen 67 und 78 % (10/2011 = 73 %). Während im Fachbereich Polizei überwiegend männliche Studierende eingeschrieben sind (10/2011 = 72 %), sind Studierende im Fachbereich Verwaltung überwiegend weiblich (10/2011 = 63 %).

## Fachbereich Polizei

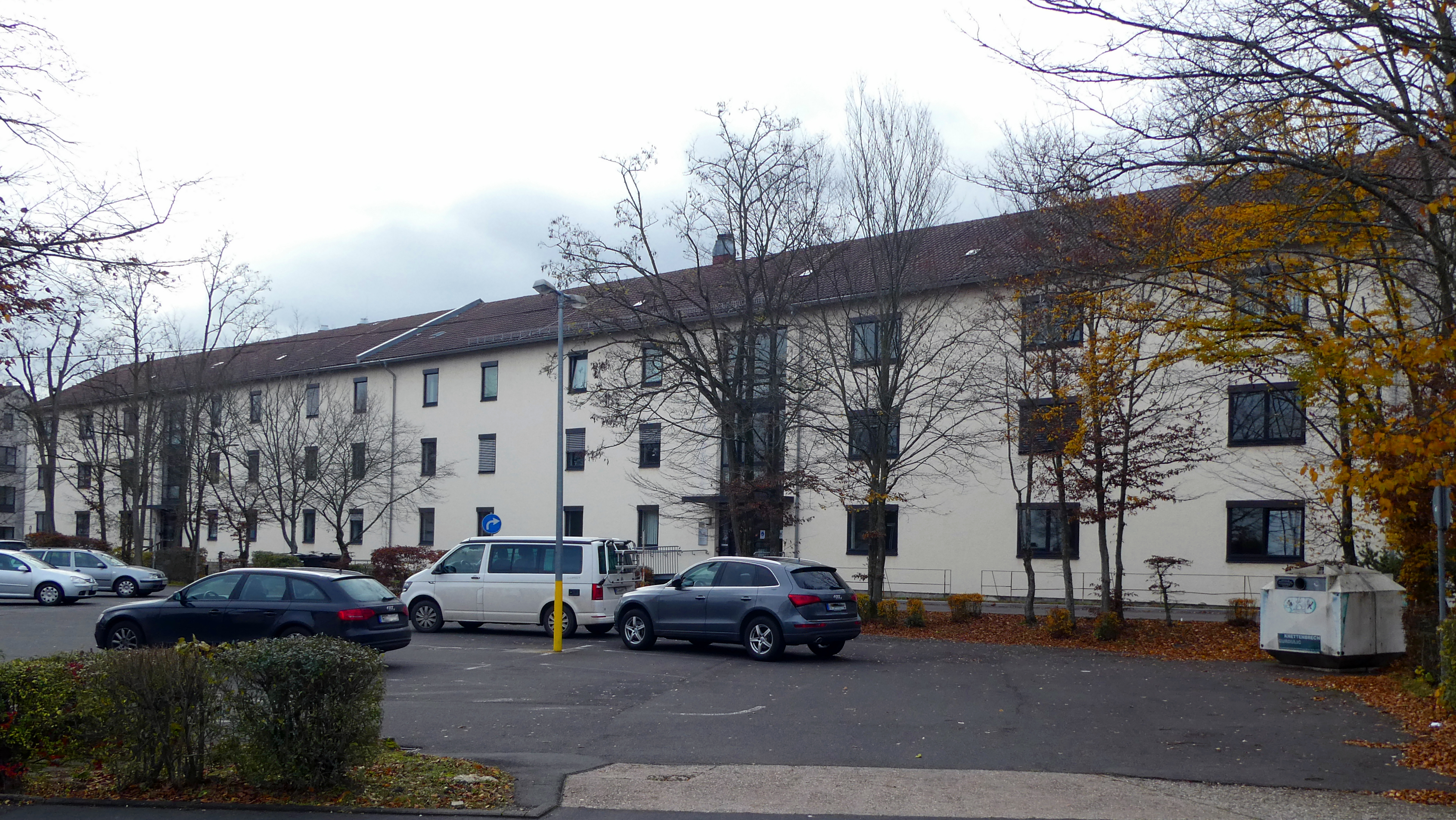
Hessische Hochschule für Polizei und Verwaltung

### Grundständiges Studium (Bachelor) seit WS 2010/2011
Der Fachbereich Polizei bietet im Rahmen der Ausbildung des gehobenen Polizeivollzugsdienstes zwei grundständige Studiengänge an:
- Bachelor of Arts – Polizeivollzugsdienst „Kriminalpolizei“, kurz: Kriminalpolizei (B.A.)
- Bachelor of Arts – Polizeivollzugsdienst „Schutzpolizei“, kurz: Schutzpolizei (B.A.).

Das Studium dauert grundsätzlich drei Jahre und findet in Semestern statt. Das Studium ist praxisorientiert und findet im Wechsel zwischen fachtheoretischen Studienzeiten an der HfPV sowie berufspraktischen Studienzeiten bei der Bereitschafts-, Schutz- und Kriminalpolizei statt. Es enthält 29 Module (incl. Praxis- und Wahlpflichtmodulen), die jeweils mit einer Prüfung abschließen. Im letzten theoretischen Studienabschnitt ist eine Bachelorthesis vorzulegen (praxisrelevante Fragestellungen aus den Inhalten des Studiums), der ein Kolloquium (früher: mündliche Laufbahnprüfung) folgt. Nach erfolgreichem Abschluss des Studiengangs erfolgt die Übernahme als Polizeikommissar im Beamtenverhältnis.

### Grundständiges Studium (Diplom)
Die Bachelor-Studiengänge lösten ab Wintersemester die früheren Diplomstudiengänge ab. Die letzten Diplomstudiengänge enden im Frühjahr 2013.
Zwischen Grundstudium und Hauptstudium lag eine Zwischenprüfung (fünf Klausuren). Den Abschluss bildet eine Diplomprüfung, die zugleich auch Laufbahnprüfung ist (fünf Klausuren und mündliche Prüfung). Nach Bestehen der Abschlussprüfung erfolgt die Übernahme als Polizeikommissar im Beamtenverhältnis.

### Masterstudiengang Polizeimanagement (MPM)
Beamte des gehobenen Dienstes der Hessischen Polizei können nach Bestehen des Eignungsauswahlverfahrens für den höheren Polizeivollzugsdienst den zweijährigen Masterstudiengang absolvieren – vorgeschaltet ist ein mehrwöchiges Praktikum in Behörden und Wirtschaftsunternehmen. Die Module des Studiums werden in Blockform angeboten und enden jeweils mit einer schriftlichen oder mündlichen Modulprüfung. Die Gesamtverantwortung für das Studium liegt bei der Deutschen Hochschule der Polizei (DHPol). Die HfPV führt das erste Studienjahr in Kooperation mit den Bundesländern Rheinland-Pfalz und Saarland durch. Das zweite Studienjahr wird an der DHPol in Münster (Nordrhein-Westfalen) durchgeführt.

## Fachbereich Verwaltung

### Grundständiges Studium (Bachelor) seit WS 2010/2011
Das grundständige Studium steht in Verbindung mit einer Anstellung bei einer Ausbildungsbehörde. Die Anstellung kann sowohl im Beamtenverhältnis auf Widerruf (Inspektoranwärter) als auch im Angestelltenverhältnis erfolgen. Die Ausbildungsbehörde trägt die HfPV-Studiengebühren und zahlt den Beamten auf Widerruf die monatlichen Anwärterbezüge.
Der Fachbereich Verwaltung bietet im Rahmen der Ausbildung für den gehobenen Dienst derzeit die Einschreibung in zwei grundständige Studiengänge an:
- Bachelor – Public Administration (Bachelor of Arts – B.A.)
- Bachelor – Sozialverwaltung-Rentenversicherung (Bachelor of Laws – LL.B.).

Das Studium beginnt jeweils am 1. September eines Jahres, dauert grundsätzlich drei Jahre und findet in Semestern statt. Das Studium ist praxisorientiert und findet im Wechsel zwischen fachtheoretischen Studienzeiten an den Abteilungen der HfPV (LL.B. nur in Mühlheim) sowie berufspraktischen Studienzeiten in den Ausbildungsbehörden statt. Es enthält inkl. Praxis- und Wahlpflichtmodulen insgesamt 16 Module (LL.B. = 20 Module), die jeweils mit einer Prüfung abschließen. Im letzten Studienabschnitt ist eine Bachelorthesis vorzulegen (praxisrelevante Fragestellungen aus den Inhalten des Studiums), der ein berufseinführendes Praktikum folgt. Ein Kolloquium (Verteidigung der Thesis) schließt das Studium ab. Nach erfolgreichem Abschluss des Studiengangs kann durch die Ausbildungsbehörde oder eine andere Behörde die Übernahme in den gehobenen Beamtendienst erfolgen.

### Grundständiges Studium (Diplom)
Die früheren Diplomstudiengänge:
- Diplom-Verwaltungswirt – allgemeine Verwaltung (FH)
- Diplom-Verwaltungswirt – Deutsche Rentenversicherung Hessen (FH)

wurden im Wintersemester 2010/2011 von Bachelorstudiengängen abgelöst. Die letzten Diplomstudiengänge endeten im Herbst 2012. Das Studium dauerte drei Jahre, fand in Blöcken von jeweils vier Monaten statt und bestand aus fachtheoretischen Studienzeiten an der HfPV sowie aus Praktika in den Ausbildungsbehörden. Zwischen Grundstudium und Hauptstudium lag eine Zwischenprüfung (vier Klausuren). Den Abschluss bildete eine Diplomprüfung, die zugleich auch Laufbahnprüfung war (fünf Klausuren, Diplomarbeit und mündliche Prüfung). Nach Bestehen der Abschlussprüfung konnte die Übernahme in den gehobenen Beamtendienst oder im Angestelltenverhältnis erfolgen. Bei wiederholtem Nichtbestehen von Zwischen- oder Laufbahnprüfung waren sowohl das Studium als auch das Dienst- bzw. Ausbildungsverhältnis beendet.

### Masterstudiengang Public Management (MPM)
Der berufsbegleitende Studiengang zum Master of Public Management dauert drei Jahre (sechs Semester) und kombiniert Fern- und Präsenzstudium. Er richtet sich an Hochschulabsolventen mit Berufserfahrung in der öffentlichen Verwaltung (mindestens ein Jahr bei Vorliegen eines Hochschulabschlusses in der Fachrichtung Verwaltung; ansonsten mindestens zwei Jahre) und kann an den Studienorten Kassel und Wiesbaden belegt werden. Das postgraduale Studium wird in einer Kombination von Fernstudium (Studienhefte) und Präsenzstudium (16 Wochenenden pro Semester am Freitagnachmittag bzw. Samstagvormittag je vier Stunden) durchgeführt. Es endet mit einer Masterarbeit und einer mündlichen Prüfung.

## Fachhochschullehrkräfte
Der FB Polizei beschäftigt 75 Fachhochschullehrkräfte, der FB Verwaltung 34. Die Lehrkräfte sind überwiegend männlich (Stand 10/2011: FB Polizei = 84 %, FB Verwaltung = 65 %). Sie decken im FB Polizei rund die Hälfte der Lehre in den grundständigen Studiengängen ab, im FB Verwaltung rund zwei Drittel. Der übrige Teil des Lehrpensums wird durch nebenamtliche Lehrbeauftragte abgedeckt (SS 2011 = 635 Lehraufträge durch 394 Lehrbeauftragte).
Bekannte ehemalige und gegenwärtige Professoren der HfPV sind u. a. Daniela Birkenfeld, Peter Gola, Hubert Kleinert oder Rainer Prewo. Bekannte ehemalige und gegenwärtige Lehrbeauftragte sind u. a. Thomas Görgen, Ursula Jungherr, Gerhard Merz, Rolf Müller, Alexander Noll, Michael Reuter, Rudi Rohlmann, Bernd Schleicher, Martin Strege oder Lars Witteck.

## Hochschulsport und Sportfördergruppen
Seit September 2005 studieren Spitzensportlerinnen/-sportler an der HfPV in speziell eingerichteten Sportfördergruppen. In den Jahren von 2005 und 2011 wurden jährlich zwischen 9 und 14 Studierende neu in Sportfördergruppen aufgenommen. Die HfPV wurde durch den Deutschen Olympischen Sportbund zur „Hochschule des Spitzensports 2009“ gewählt. Durch einen Kooperationsvertrag mit dem Allgemeinen Deutschen Hochschulsportverband (adh) ist sie im Jahr 2011 auch „Partnerhochschule des Spitzensports“ geworden. Sie war damit die erste Hochschule, die beide Auszeichnungen erhalten hat. Bekannte ehemalige und gegenwärtige Spitzensportler sind u. a. Ariane Friedrich, Alexander Studzinski, Kathrin Klaas, Andrea Bunjes, Sabine Rumpf, Jenny Mensing, Julia Hütter, Christian Reitz, Cathleen Rund oder Annika Mehlhorn.

## Auslandskontakte und Hochschulpartnerschaften
Im Fachbereich Polizei gab es bisher Kontakte nach Polen, Belgien und ins Vereinigte Königreich. Auslandspraktika können Studierende in anderen Mitgliedstaaten der Europäischen Union oder in der Schweiz absolvieren. Der Fachbereich Verwaltung kooperiert seit dem Jahr 2005 mit der Hochschule für Ökonomie in Piła (Polen).

## Leitung der Hochschule

### Kanzler der Hochschule
- 1980 – 2010 Günther Scheffer
- 2010 – 2012 Walter Seubert
- 2012 – 2018 Manuela Sykstus
- seit 2019 Alexandra Schäfers-Vogel[36]

### Rektor der Hochschule
- 1980 – 1984  Jürgen Distler
- 1984 – 1987 Reinald Bucerius
- 1987 – 1993 Egon Reitz
- 1993 – 1999 Horst Bach
- 1999 – 2003 Udo Münch
- 2003 – 2006  Jürgen Distler
- 2006 – 2014 Peter Schmidt
- 2014 – 2020 Björn Gutzeit[37]

Seit 2020 Walter Seubert (kommissarisch); seit 2022 Präsident der Hessische Hochschule für öffentliches Management und Sicherheit (HöMS)

## Sonstiges
Herausragende Abschlussarbeiten werden jährlich mit dem mit 3.000 Euro dotierten Förderpreis der Heinrich-Mörtl-Stiftung im FB Polizei sowie mit dem von Joachim von Harbou gestifteten Annette v. Harbou Förderpreis im FB Verwaltung ausgezeichnet (1. Platz = 1.000 Euro, 2. Platz = 500 Euro, 3. Platz = 250 Euro). Die Hochschule gibt mit „SPECTRUM – Zeitschrift der Hessischen Hochschule für Polizei und Verwaltung“ eine Hochschulzeitschrift heraus. Es besteht ein „Förderverein der Hessischen Hochschule für Polizei und Verwaltung“, um den Gedankenaustausch zwischen aktiven und ehemaligen Hochschulangehörigen, die Verbindung zwischen Hochschule und Verwaltungspraxis sowie zukunftsweisende Perspektiven für die Verwaltungspraxis zu entwickeln und zu fördern.
Die Doppelstellung als Hochschule und Polizeibehörde ist bundesweit einmalig und politisch umstritten. Gegen die Sonderregelungen der HöMS im Hessischen Hochschulgesetz erhoben die SPD- und FDP-Fraktionen im Hessischen Landtag im Juni 2022 eine Verfassungsklage (Antrag auf Normenkontrolle) beim Staatsgerichtshof des Landes Hessen.